# Tazzjana Pjatrenka-Samussenka
Tazzjana Dsmitryjeuna Pjatrenka-Samussenka (belarussisch Таццяна Дзмітрыеўна Пятрэнка-Самусенка, russisch Татьяна Дмитриевна Петренко-Самусенко Tatjana Dmitrijewna Petrenko-Samussenko; * 2. November 1938 in Astraschyzki Haradok; † 24. Januar 2000 in Minsk) war eine sowjetisch-belarussische Florett-Fechterin. Sie gewann drei Goldmedaillen bei Olympischen Spielen und fünf Weltmeisterschaften.
Tazzjana Pjatrenka-Samussenka nahm an vier Olympischen Sommerspielen jeweils mit der Florett-Mannschaft teil. Sie debütierte bei den Olympischen Sommerspielen 1960 in Rom und gewann sogleich die Goldmedaille. Vier Jahre später, bei den Olympischen Sommerspielen 1964 in Tokio, konnte dieser Erfolg nicht ganz wiederholt und Silber gewonnen werden. Bei den beiden folgenden Spielen 1968 in Mexiko-Stadt und 1972 in München konnte Tazzjana Pjatrenka-Samussenka mit der Florett-Mannschaft wieder die Goldmedaille erringen. 
Der größte Einzelerfolg in ihrer Karriere war der Titelgewinn bei den Fechtweltmeisterschaften 1966. Mit der Mannschaft gewann sie vier weitere WM-Titel: 1963 in Danzig, 1965 in Paris, 1966 in Moskau und 1970 in Ankara.